# Angélicine
L'angélicine ou isopsoralène est un composé organique de la famille des furocoumarines. Elle est notamment présente dans la racine de l'angélique où elle fut découverte en 1842 par M.L.A Buchner,,, ainsi que dans la psoralée bitumineuse (Bituminaria bituminosa).

## Propriétés
Elle se présente sous la forme de cristaux blanc quasi-insolubles dans l'eau (flottant même sur l'eau), peu solubles dans l'alcool à froid, mais très solubles à chaud dans l'alcool, l'éther, le chloroforme, la benzine, le disulfure de carbone et l'essence de térébenthine. Ces cristaux jaunissent au-dessus de 100 °C et l'angélicine fondue rougit jusqu'à sa carbonisation.
Comme les autres furocoumarines, elle est photosensibilisante pour la peau, et cette dernière, sensibilisée puis exposée à la lumière du soleil (et en particulier aux ultraviolets) présente un risque de mutation pouvant mener à des cancers. L'angélicine, accompagnée d'UV-A, est classée dans le groupe 3 des cancérigènes du CIRC.